# Hypsiboas freicanecae
Hypsiboas freicanecae là một loài ếch thuộc họ Nhái bén.
Đây là loài đặc hữu của Brasil.
Môi trường sống tự nhiên của chúng là rừng ẩm vùng đất thấp nhiệt đới hoặc cận nhiệt đới và sông ngòi.